# Somebody Put Something in My Drink
"Somebody Put Something in My Drink" er en sang af Ramones fra deres album Animal Boy fra 1986. Den er skrevet af Ramones' trommeslager Richie Ramone, som kom med i bandet i 1983, og var angiveligt baseret på en oplevelse han havde haft, hvor han fik serveret en drink med LSD i. 
All Music Guide to Rock har skrevet af Joey Ramone's "aggressive sangoptræden" på nummeren ødelægges totalt af et "skamløst poleret synthesizer backing track". Children of Bodom, The Meteors, Plan 4, Nosferatu, Mortifer, Farben Lehre og Acid Drinkers har alle indspillet coverversioner af denne sang.